# Ivan Klasnić
Ivan Klasnić (Hamburgo, 29 de Janeiro de 1980) é ex-futebolista croata, que jogava como atacante. Seu último clube foi o 1. FSV Mainz 05.

## Carreira
Klasnić nasceu em Hamburgo, em uma família croata de Livno. Começou a jogar no time local St. Pauli e impressionou como um forte e veloz atacante.
Contratado pelo Werder Bremen em 2001, finalmente foi promovido para o primeiro time em 2003.
Na temporada 2003/04 venceu o Campeonato Alemão e Copa da Alemanha.
Em novembro de 2005, após sofrer de uma apendicite, detectou-se um problema em seu rim. Desde então, ele tem controlado este problema com medicamentos, mas seus médicos viram que isso não era mais possível, obrigando o jogador de apenas 26 anos a passar por um transplante renal.
Sua mãe doou um rim e a operação foi um sucesso. Klasnić iria ficar de 6 a 8 semanas em recuperação e dentro de 2 meses ele voltaria a jogar, onde a diretoria do Werder Bremen anunciou que logo que ele voltasse seu contrato iria ser renovado, pois o mesmo acabaria no mês de junho. Essa recuperação não ocorreu. Menos de uma semana após a cirurgia, seu organismo rejeitou o órgão doado. Seu irmão, Josip, havia garantido que o mais rápido possível iria realizar testes e doaria seu rim ao irmão.
Durante todo esse processo, o jovem jogador da Seleção Croata que completou 27 anos no hospital, teve todo o apoio de sua família, amigos e a diretoria de seu clube atual, o Werder Bremen.
Em 2008 foi contratado pelo clube francês Nantes, e manteve uma boa média de gols no Campeonato Francês 2008/09. Porém, na temporada seguinte foi emprestado ao Bolton Wanderers, da Inglaterra, por um período de uma temporada.

## Seleção Croata
Klasnić recusou um convite de Rudi Völler para jogar na seleção alemã. Também recusou um convite de Blaž Slišković para jogar na seleção bósnia. Escolheu a Croácia, onde estreou contra a Alemanha em fevereiro de 2004.
Foi titular na Copa do Mundo de 2006, mas teve uma participação apagada e sua equipe foi eliminada na primeira fase do torneio.